# Tournée dei Beatles in America nel 1965
La tournée dei Beatles in America nel 1965 fu il sesto tour dei Beatles, svoltasi negli Stati Uniti nel 1965.

## Storia
Al culmine della Beatlemania negli Stati Uniti, il gruppo suonò sia in stadi all'aperto sia in sale da concerto al coperto, con concerti storici allo Shea Stadium di New York, rimasto il concerto con il più grande successo fino al 1973 e che vide un'apparizione di Mick Jagger, e all'Hollywood Bowl, da cui fu estratto l'album live Beatles at the Hollywood Bowl. Com'era tipico all'epoca, il tour era una presentazione "a pacchetto", con diversi artisti in cartellone. I Beatles suonarono per soli 30 minuti ad ogni spettacolo, dopo l'esibizione di artisti di supporto come Brenda Holloway, King Curtis e i Cannibal & the Headhunters. 
Il manager Epstein accordò ai Fab Four un breve alloggio a Benedict Canyon, Los Angeles; dove incontrarono il loro idolo Elvis Presley per l'unica volta. 
Dopo la conclusione del tour, i Beatles si presero una pausa di sei settimane prima di riunirsi a metà ottobre per registrare l'album Rubber Soul.

## Scaletta
Ecco il programma-tipo interpretato in questa tournée. 
1. Twist and Shout
2. She's a Woman
3. Dizzy, Miss Lizzy (Larry Williams)
4. Ticket to Ride
5. Everybody's Trying to Be My Baby
6. Can't Buy Me Love
7. Baby's in Black
8. I Wanna Be Your Man
9. A Hard Day's Night
10. Help!
11. I'm Down

## Programma e lista completa dei concerti
| N° | Data           | Città                    | Luogo                | Spettatori |
| -- | -------------- | ------------------------ | -------------------- | ---------- |
| 1  | 15 agosto 1965 | New York, Stati Uniti    | Shea Stadium         | 28 610     |
| 2  | 16 agosto 1965 | New York, Stati Uniti    | Shea Stadium         | 28 610     |
| 3  | 17 agosto 1965 | Toronto, Canada          | Maple Leaf Gardens   | 23 450     |
| 4  | 18 agosto 1965 | Atlanta, Stati Uniti     | Atlanta Stadium      | 14 720     |
| 5  | 19 agosto 1965 | Houston, Stati Uniti     | Sam Houston Coliseum | 20 261     |
| 6  | 20 agosto 1965 | Chicago, Stati Uniti     | Comiskey Park        | 56 000     |
| 7  | 21 agosto 1965 | Boomington, Stati Uniti  | Metropolitan Stadium | 41 000     |
| 8  | 22 agosto 1965 | Portland, Stati Uniti    | Memorial Coliseum    | 22 000     |
| 9  | 23 agosto 1965 | San Diego, Stati Uniti   | Balboa Stadium       | 32 520     |
| 10 | 29 agosto 1965 | Los Angeles, Stati Uniti | Hollywood Bowl       | 41 000     |
| 11 | 30 agosto 1965 | Los Angeles, Stati Uniti | Hollywood Bowl       | 32 520     |
| 12 | 31 agosto 1965 | Daly City, Stati Uniti   | Cow Palace           | 32 520     |

## Formazione

### Beatles
- John Lennon - voce, chitarra
- Paul McCartney - voce, basso
- George Harrison - voce, chitarra
- Ringo Starr - voce, batteria

### Staff
- Brian Epstein - manager
- Neil Aspinall - road manager
- Mal Evans - road manager
- Tony Barrow - giornalista della stampa
- Alf Bicknell - autista

### Artisti di supporto
- King Curtis
- Cannibal & the Headhunters
- Sounds Incorporated